# Scopula substrigaria
Scopula substrigaria là một loài bướm đêm trong họ Geometridae.